# ミトロヴィツァ (コソボ)

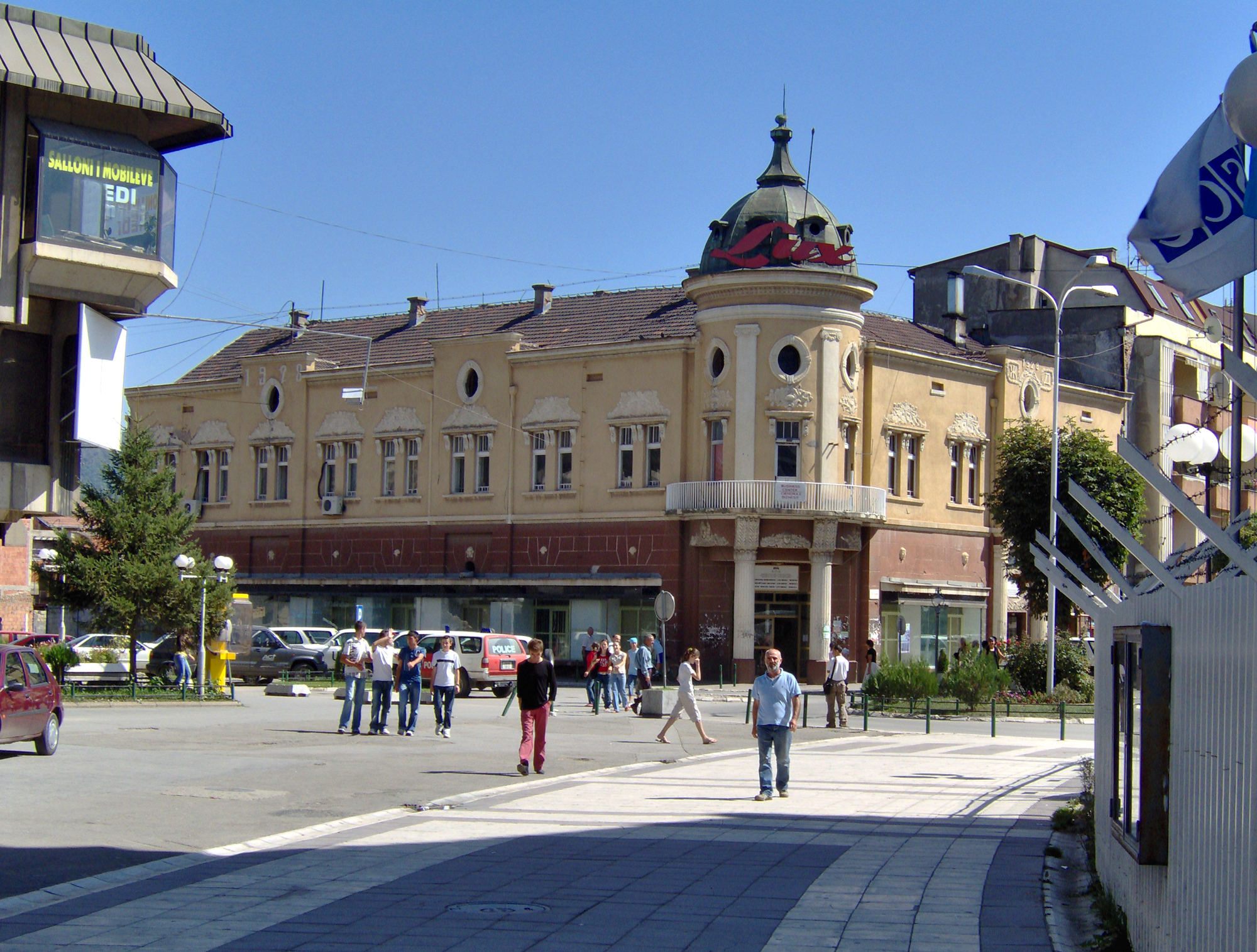
市内の景色

ミトロヴィツァ（アルバニア語:Mitrovica / Mitrovicë）、あるいはコソヴスカ・ミトロヴィツァ（セルビア語:Косовска Митровица / Kosovska Mitrovica）は、コソボ北部にある町、およびそれを中心とした基礎自治体。ミトロヴィツァ郡にあり、その郡都である。
コソボ紛争が1999年に終結して以降、町は南のアルバニア人と北のセルビア人によって分断されている。町全体では、アルバニア人が多数派となっている。町の北部は、コソボのセルビア人共同体の事実上の首都となっている。

## 呼称と表記
町はセルビア語ではコソヴスカ・ミトロヴィツァ（Косовска Митровица / Kosovska Mitrovica、 発音）と呼ばれ、アルバニア語ではミトロヴィツァあるいはミトロヴィツ（定名詞形:Mitrovica、不定名詞形:Mitrovicë）と呼ばれる。ヨシップ・ブロズ・ティトーの死後、ユーゴスラビア社会主義連邦共和国の構成体（6共和国と2自治州）は、それぞれひとつの都市名をティトーにちなんで改称し、ミトロヴィツァはセルビア語でティトヴァ・ミトロヴィツァ（Титова Митровица / Titova Mitrovica）、アルバニア語でミトロヴィツァ・エ・ティトス（Mitrovica e Titos）となった。社会主義体制が崩壊した後、呼称からティトーの名ははずされ、元に戻された。
ボスニア語での呼称はコソヴスカ・ミトロヴィツァ（Kosovska Mitrovica）、トルコ語での呼称はミトロヴィチャ（Mitroviça）である。
日本語においては、コソブスカ・ミトロビツァ、コソフスカ・ミトロヴィツァ、コソフスカ・ミトロビツァ、コソヴスカ・ミトロヴィッツァ、コソブスカ・ミトロビッツァ、コソフスカ・ミトロヴィッツァ、コソフスカ・ミトロビッツァ、あるいはミトロビツァ、ミトロヴィッツァ、ミトロビッツァ等の表記も見られる。
15世紀に初めて文献に記され、聖デメトリウスの教会を中心に発展した町であった。この町の呼称はデメトリウスに由来している。

## 歴史

### 初期
ミトロヴィツァはコソボではもっとも古い都市のひとつであり、中世の文献にもその存在が記されている。ミトロヴィツァの呼称は14世紀のテッサロニキの聖デメトリウスに由来しているとされるが、町の呼称の起源に関する他の説もある。ミトロヴィツァの付近には中世の要塞ズヴェチャン（Zvečan）があり、ネマニッチ家統治下のセルビア王国において軍事上重要な役割を果たした。
オスマン帝国の統治下でミトロヴィツァは、小規模なオリエンタル風の町であった。19世紀に鉛の鉱脈が発見されると急速に発展を始め、鉛の生産はコソボの歴史的な基幹産業のひとつへと成長した。

### コソボ紛争と紛争以降
ミトロヴィツァの町と、町を取り巻くミトロヴィツァ自治体の領域では、1999年まで続いたコソボ紛争によって壊滅的な被害を受けた。欧州安全保障協力機構（OSCE）によると、この地域はコソボ解放軍のゲリラ活動が行われた。北大西洋条約機構（NATO）のフランス軍部隊の指揮の下、7000人のフランス軍兵士がKFORの北部地域に展開しており、その司令部がミトロヴィツァに置かれている。その指導下では、1,200人のアラブ首長国連邦の兵士と、少数のデンマークの兵士も活動している。
紛争の余波によって、町はコソボの民族分断の象徴的な存在となった。壊滅的な被害を受けたミトロヴィツァの南部地域には、50,000人程度のアルバニア人が再入植した。破壊された村からの人口流入によって、南部の人口は増加している。およそ6,000人いたロマのほとんどがセルビアに脱出した。ミトロヴィツァ北部では、およそ8,000人ないし10,000人のセルビア人が地域にとどまっている一方、約2,000人のアルバニア人と1,700人のムスリム・スラヴ人は北側の孤立集落に残されている。南側に住んでいたセルビア人はほぼすべてが北側への移住を強いられた。2003年の時点で、ミトロヴィツァの町には75,000人が暮らし、自治体全域では105,000人の人口があるものと推定されている。
ミトロヴィツァは、2つの民族による互いに対する民族浄化の的となった。これは、双方の民族主義者によって激化した。町の北側と南側をつなぐ橋は、武装したKFORの兵士によって守られており、民族間を分断し、他方への侵入と衝突の発生を防いでいる。ミトロヴィツァでの民族間の緊張により、多数のKFORの兵士と国際連合コソボ暫定行政ミッション（UNMIK）警察が配備され、多発する民族間の衝突に対処している。しかしながら、暴力や迫害はセルビア人・アルバニア人の間にとどまらず他の民族の住民へと向けられることもあり、町の各所や、さらには個々の建物の前にも兵士や警察が防衛に当たらなければならない状況となっている。
2004年3月17日、アルバニア人の子供が川で溺れたことが、セルビア人とアルバニア人の間での大規模な暴力衝突に発展した。この衝突では、セルビア人の少年が殺害されている。数千人の興奮したアルバニア人およびセルビア人のデモ隊に対して、彼らが橋を渡るのを阻止しようとしたため、暴動と発砲事件に発展した。8人のアルバニア人が死亡し、300人が負傷した。流血の騒動によって、1999年以降で最悪となる、コソボ暴動へと発展した。
2004年4月18日、ミトロヴィツァの刑務所は、国際問題へと発展した。国連の看守として勤務していたヨルダン人警官が、国連の警官らに対して発砲し、3人が死亡した。

### コソボ独立後
2008年2月17日のコソボの独立宣言の後、ミトロヴィツァでの民族間の緊張は有意に高まった。150人のセルビア人警官がアルバニア人の当局からの命令を拒否し、停職された。
セルビア人の抗議によって、アルバニア人の裁判所職員がイバル川を渡るのを妨害された。国連警察は3月14日、セルビア人らに対して催涙ガスを使用して裁判所に侵入、制圧した。事件では数人の負傷者がでた。手榴弾の爆発によって、複数の国連およびNATOの職員が3月17日に負傷した。国連軍は後に、ミトロヴィツァ北部から撤退した。
アルバニア人主導によるコソボの独立宣言に対して、セルビア人らはミトロヴィツァに「コソボ・メトヒヤ自治州自治体共同体議会」を設立した。

## 人口動態
1999年のコソボ紛争以前、OSCEの推計によると、ミトロヴィツァ自治体には116.500人の住民がおり、うち81%はアルバニア人、10%はセルビア人などとなっている。そのほかの民族には多数のロマが含まれる。ミトロヴィツァ自治体に住む非アルバニア人の多くはミトロヴィツァの町に居住していた。ミトロヴィツァの町では、およそ68,000人の人口があり、71%はアルバニア人、9,000人のセルビア人、10,141人はそのほかの民族であった。アルバニア人は町の全域に暮らしていたが、セルビア人の多くは町の北部に居住していた。
| Ethnic Composition, Including IDPs |              |       |            |       |                    |      |                       |      |          |      |        |
| 年 / 人口 | アルバニア人 | %     | セルビア人 | %     | ムスリム・スラヴ人 | %    | ロマ / アッシュカリー | %    | トルコ人 | %    | Total  |
| 1961 | 34,481       | 57.55 | 21,533     | 35.94 |                    |      |                       |      |          |      | 59,913 |
| 1991 | 82,837       | 78    | 10,698     | 10.2  | 5,205              | 4.96 | 4,851                 | 4.63 | 431      | 0.41 |        |
| 1998 | 95,231       | 81.74 | 10,447     | 8.96  |                    |      |                       |      |          |      |        |
| 出典: 1991年 国勢調査: ユーゴスラビア統計局、1998年 UNHCR 統計 / OSCE 推計。1991年の調査には政治的な要因が多く含まれ、信頼性は高くない Ref: OSCE |              |       |            |       |                    |      |                       |      |          |      |        |

## 文化と教育
1999年、プリシュティナ大学のセルビア系の学部はミトロヴィツァに移転した。

## スポーツ
ミトロヴィツァはFKトレプチャ（FK Trepča）、KFトレプチャ、KFトレプチャ'89の拠点である。

## 出身者
- スラジャナ・デリバシッチ - 歌手。
- ミラン・ミラノビッチ - サッカー選手。
- ミラン・ビシェヴァツ - サッカー選手。